# Тула (муниципалитет)
Тула (исп. Tula) — муниципалитет в Мексике, штат Тамаулипас с административным центром в городе Сьюдад-Тула. Численность населения, по данным переписи 2010 года, составила 27 572 человека.

## Общие сведения
Название Tula заимствовано у одноимённой древней столицы тольтеков.
Площадь муниципалитета равна 3076 км², что составляет 3,83 % от общей площади штата, а наивысшая точка — 1856 метров, расположена в поселении Ла-Тапона.
Тула граничит с другими муниципалитетами штата Тамаулипас: на севере с Бустаманте и Пальмильясом, на востоке с Окампо, а на юге и западе с другим штатом Мексики — Сан-Луис-Потоси.

## Учреждение и состав
Муниципалитет был образован в 1825 году, в его состав входит 126 населённых пунктов, самые крупные из которых:
| Код INEGI | Населённый пункт                                                                                    | Численность населения (2005 год) | Численность населения (2010 год) |
| --------- | --------------------------------------------------------------------------------------------------- | -------------------------------- | -------------------------------- |
| 039       | Всего                                                                                               | 25687                            | 27572                            |
| 0001      | Сьюдад-Тула (исп. Ciudad Tula) 23°00′10″ с. ш. 99°42′30″ з. д.                                      | 8778                             | 10043                            |
| 0041      | Магдалено-Седильо (исп. Magdaleno Cedillo (El Coronel)) 22°47′21″ с. ш. 99°56′21″ з. д.             | 1133                             | 1249                             |
| 0039      | Ласаро-Карденас (Серро-Гордо) (исп. Lázaro Cárdenas (Cerro Gordo)) 22°58′16″ с. ш. 100°03′10″ з. д. | 1117                             | 1075                             |
| 0073      | Санта-Ана-де-Наола (исп. Santa Ana de Nahola) 22°59′33″ с. ш. 99°52′15″ з. д.                       | 822                              | 894                              |
| 0079      | Танке-Бланко (исп. Tanque Blanco) 22°57′11″ с. ш. 99°46′01″ з. д.                                   | 611                              | 628                              |
| 0058      | Салитрильо (исп. Salitrillo) 23°09′51″ с. ш. 99°49′39″ з. д.                                        | 514                              | 553                              |
| 0022      | Эмилиано-Сапата (Ла-Вига) (исп. Emiliano Zapata (La Viga)) 22°45′36″ с. ш. 99°58′46″ з. д.          | 452                              | 511                              |
| 0071      | Сан-Рафаэль (исп. San Rafael) 23°07′29″ с. ш. 99°47′36″ з. д.                                       | 422                              | 508                              |
| 0003      | Альваро-Обрегон (Ла-Нория) (исп. Álvaro Obregón (La Noria)) 23°10′28″ с. ш. 99°41′34″ з. д.         | 461                              | 506                              |
| 0081      | Ла-Тапона (исп. La Tapona) 23°09′01″ с. ш. 99°59′24″ з. д.                                          | 488                              | 467                              |

## Экономика
По статистическим данным 2000 года, работоспособное население занято по секторам экономики в следующих пропорциях: сельское хозяйство, скотоводство и рыбная ловля — 50,2 %, промышленность и строительство — 18,9 %, сфера обслуживания и туризма — 29,2 %, прочее — 1,7 %.

## Инфраструктура
По статистическим данным 2010 года, инфраструктура развита следующим образом:
- электрификация: 93,6 %;
- водоснабжение: 78,2 %;
- водоотведение: 39,9 %.

## Фотографии

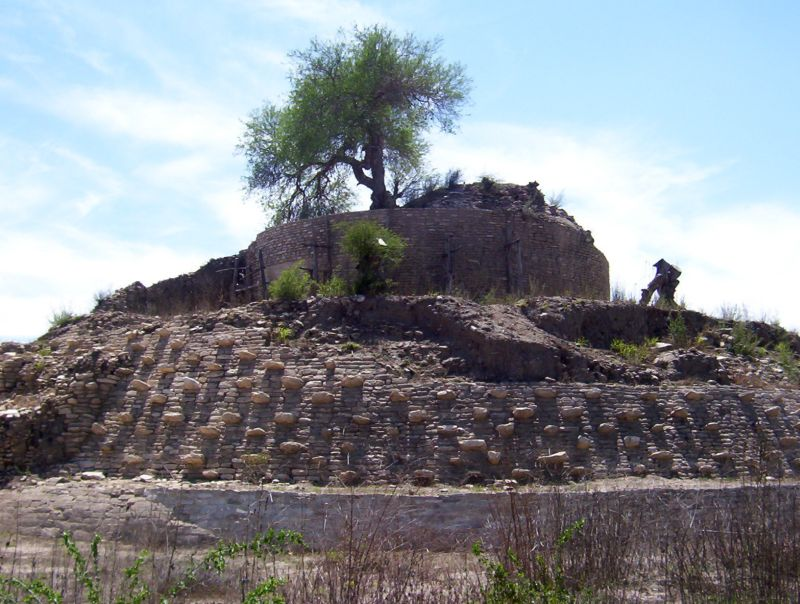
Археологическая зона Таммапуль
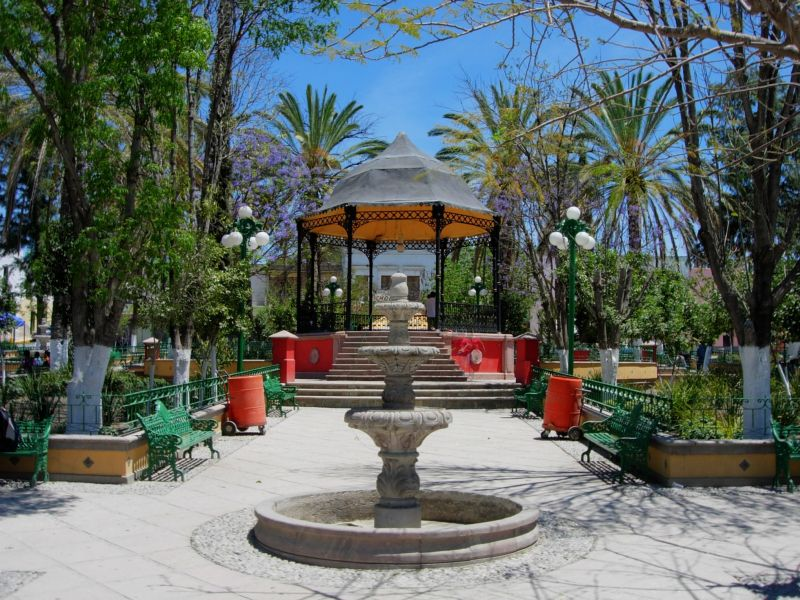
Центральный сквер в Сьюдад-Тула